# Johann Christoph Fugger
Johann Christoph Fugger (* 8. Dezember 1561 in Nürnberg; † 1612) war der letzte prominente Vertreter der Fugger vom Reh. 
Dieser Sohn des Wolfgang Fugger und Enkel des Gastel Fugger brachte es unter anderem als Kanzleischreiber und „Registrant“ am kaiserlichen Hof in Prag zu hohem Ansehen. Im Jahre 1594 erhielt auch er eine Adelsbestätigung (rittermäßiger Adelsstand), verbunden mit einer Wappenbesserung und der sog. Rotwachsfreiheit. Die Fugger vom Reh waren dadurch berechtigt, ihre Dokumente mit rotem Wachs zu siegeln, was ein besonderes, vom Kaiser verliehenes Privileg darstellte.
Seine 1603 geschlossene Ehe mit Regina Greiner blieb kinderlos.